# بطولة أوروبا للألعاب المائية 1995
بطولة أوروبا للألعاب المائية 1995 هو الموسم الـ 22 من بطولة أوروبا للألعاب المائية، عقد في الفترة 22–27 أغسطس من 1995، وجرت المنافسات في مدينة فيينا، النمسا، ونظمت من قبل الاتحاد الأوروبي للسباحة.

## النتائج
| م        | الذهبية | الفضية  | البرونزية |
| -------- | ------- | ------- | --------- |
| الفائزين | روسيا   | ألمانيا | المجر     |